# Kanton Radon
Kanton Radon (francouzsky Canton de Radon) je francouzský kanton v departementu Orne v regionu Normandie. Při reorganizaci správního členění reformě kantonů v roce 2014 byl vytvořen z 39 obcí. V květnu 2016 sestával z 37 obcí (vzhledem k procesu slučování některých obcí).

## Obce kantonu (květen 2016)
- Aunay-les-Bois
- Barville
- Brullemail
- Buré
- Bures
- Bursard
- Le Chalange
- Coulonges-sur-Sarthe
- Courtomer
- Essay
- Écouves [p 1]
- Ferrières-la-Verrerie
- Gâprée
- Hauterive
- Laleu
- Larré
- Marchemaisons
- Le Mêle-sur-Sarthe
- Le Ménil-Broût
- Ménil-Erreux
- Le Ménil-Guyon
- Montchevrel
- Neuilly-le-Bisson
- Le Plantis
- Saint-Agnan-sur-Sarthe
- Saint-Aubin-d'Appenai
- Saint-Germain-le-Vieux
- Saint-Julien-sur-Sarthe
- Saint-Léger-sur-Sarthe
- Saint-Léonard-des-Parcs
- Saint-Quentin-de-Blavou
- Sainte-Scolasse-sur-Sarthe
- Semallé
- Tellières-le-Plessis
- Trémont
- Les Ventes-de-Bourse
- Vidai